# Bram Stoker
Pour les articles homonymes, voir Stoker.
 (juillet 2017).
Œuvres principales
Dracula (1897)
Abraham Stoker dit Bram Stoker, né le 8 novembre 1847 à Clontarf (un quartier nord de Dublin) et mort le 20 avril 1912 à Londres, est un écrivain irlandais, auteur de nombreux romans et de nouvelles, qui a connu la célébrité grâce à son roman intitulé Dracula.

## Biographie
Fils d'Abraham Stoker (1799-1876) et de Charlotte Matilda Thornley (1818-1901), Bram est le troisième d'une famille de sept enfants. Enfant maladif jusqu'à l'âge de 13 ans, il écoute, lors de sa longue convalescence dans sa chambre du 15, Marino Crescent, alors face à la mer, les récits racontés par sa mère, la Bible, les légendes irlandaises, ou encore le récit de l'épidémie de choléra du début du XIXe siècle, à laquelle la famille de sa mère avait échappé. Ces récits le marqueront toute sa vie.             
En 1863, il entre au Trinity College (Dublin) pour suivre les traces de son père : il obtient son diplôme en sciences et mathématiques en 1870.
En 1867, il assiste à une représentation d'Henry Irving au Théâtre royal de Dublin (en). Il entame une correspondance avec l'écrivain américain Walt Whitman.
En 1871 paraît son premier article, dans la rubrique théâtrale du Dublin Mail. Ces articles signés, écrits en marge de sa profession de fonctionnaire, l'amènent à fréquenter la société culturelle londonienne. Cette même année paraît Carmilla de l'écrivain irlandais Sheridan Le Fanu, roman vivement apprécié par Stoker. En 1872 est publié le premier récit de Stoker, La Coupe de cristal, dans la revue London Society.
En 1875, il publie La Chaîne du destin (The Chain of Destiny) et The Primrose Path dans la revue Shamrock. En 1876, il se lie d'amitié avec Henry Irving, un acteur influent. Cette amitié les mène au Lyceum Theatre de Londres, duquel Stoker est nommé administrateur. Il prend alors sa place dans la société culturelle britannique. En 1876, son père meurt ; Stoker adopte définitivement le surnom de Bram. Il épouse en 1878 Florence Balcombe, dont Oscar Wilde était amoureux. Leur fils Noel Thornley naît en 1879. En 1881 paraît Under the Sunset, recueil de contes pour enfants dédié à son fils Noël Thornley.
Le Lyceum Theatre est en tournée aux États-Unis en 1883. Stoker y rencontre Walt Whitman. Une seconde tournée a lieu en 1886, année où Stoker fait paraître un essai sur les États-Unis, A Glimpse of America. À Londres, il assiste à une conférence de Charcot sur l'hypnotisme. En 1890 il rencontre Arminius Vambery, orientaliste et spécialiste des légendes de l'Europe de l'Est et Richard Francis Burton. Il commence des recherches au British Museum en vue d'écrire Dracula et fait paraître The Snake's Pass. En 1895 paraît son troisième roman, The Shoulder of Shasta, suivi de Dracula en 1897.

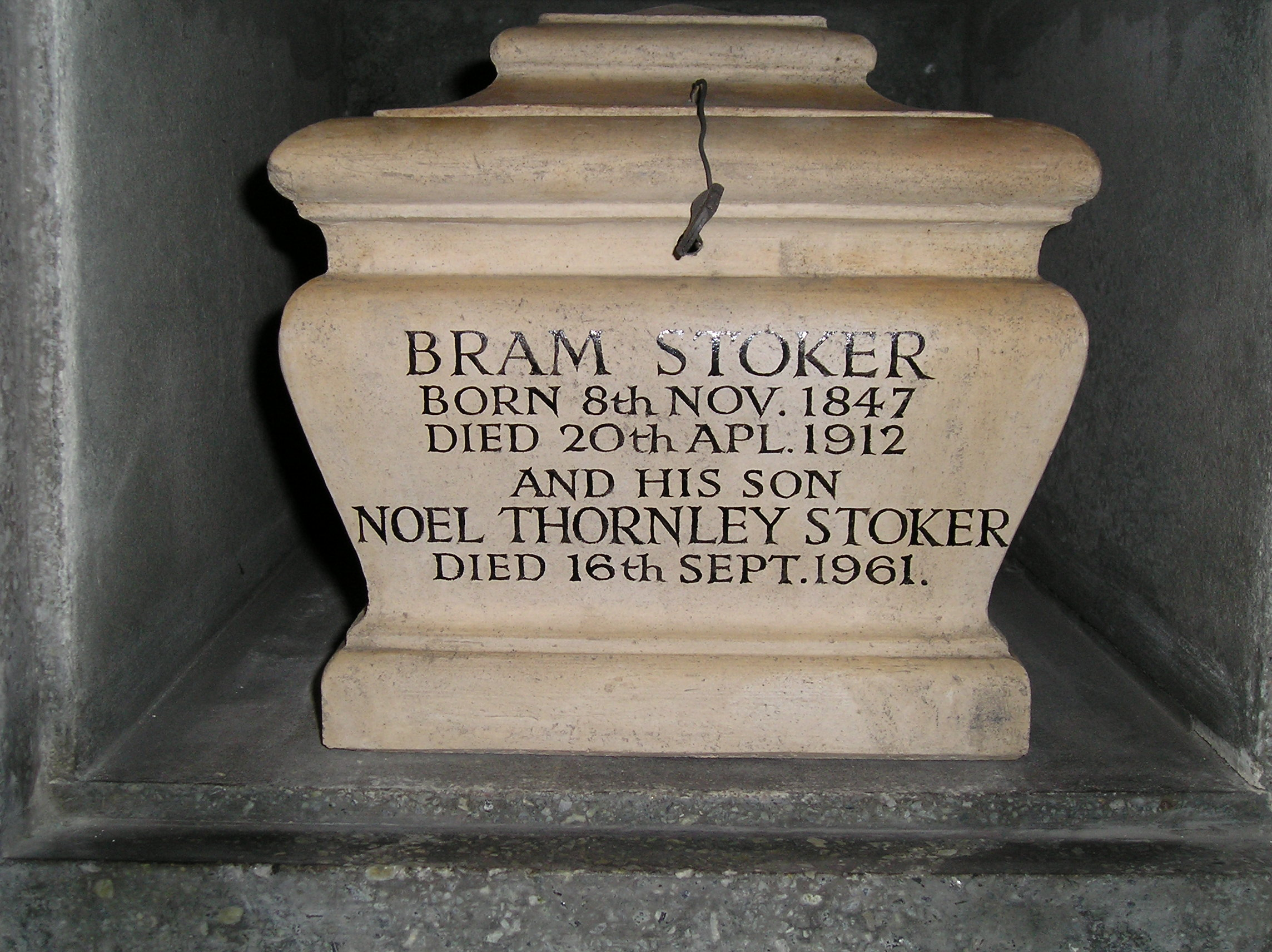
Urne de Bram Stoker et de son fils au crématorium de Golders Green.

En 1902 paraît The Mystery of the Sea. Le Lyceum Theatre ferme ses portes. Le Joyau des sept étoiles (The Jewel of the Seven Stars) est publié en 1903, puis le roman The Man en 1905.
Henry Irving meurt en 1905. L'année suivante, Stoker fait paraître un recueil de souvenirs sur l'acteur, Personal Reminiscenses of Henry Irving. Suivent en 1908 Snowbound (Une nuit dans la tempête), recueil de nouvelles inspirées des tournées du Lyceum Theatre aux États-Unis, et un roman fantastique, The Lady of the Shroud. En 1911, il publie The Lair of the White Worm (Le Repaire du ver blanc).
Bram Stoker meurt le 20 avril 1912, à son domicile londonien, 26 St George's Square.

## Œuvres
La nouvelle The man from Shorrox (L'Homme de Shorrox) est rédigée par Bram Stoker en 1893 à Cruden Bay, village d'Écosse où il est en vacances avec sa famille. Il y exploite le thème de « l'homme venu d'ailleurs », dont l'irruption perturbe le monde dans lequel se déroule le récit. Ce thème se retrouve dans d'autres œuvres de Stoker, comme The Snake's Pass ou L'Invité de Dracula. L'Homme de Shorrox, l'une des rares nouvelles de Stoker dont l'histoire se déroule en Irlande, est publiée en février 1894 par Pall Mall Magazine. Le portrait de bourgeois ridicule que Stoker fait d'un Anglais représentant d'une firme de textile, Shorrox, peut être compris comme une satire de la politique de l'Angleterre envers l'Irlande. Le développement de l'histoire rattache cependant aussi la nouvelle au genre du fantastique.
La nouvelle La Palissade rouge paraît en 1894 dans la revue américaine Cosmopolitan Magazine. Elle se rattache au genre du roman d'aventure et témoigne du soin de Bram Stoker pour se documenter, sur les heures des marées ou la topographie par exemple, soin que l'on retrouve dans son roman Dracula.

### Dracula

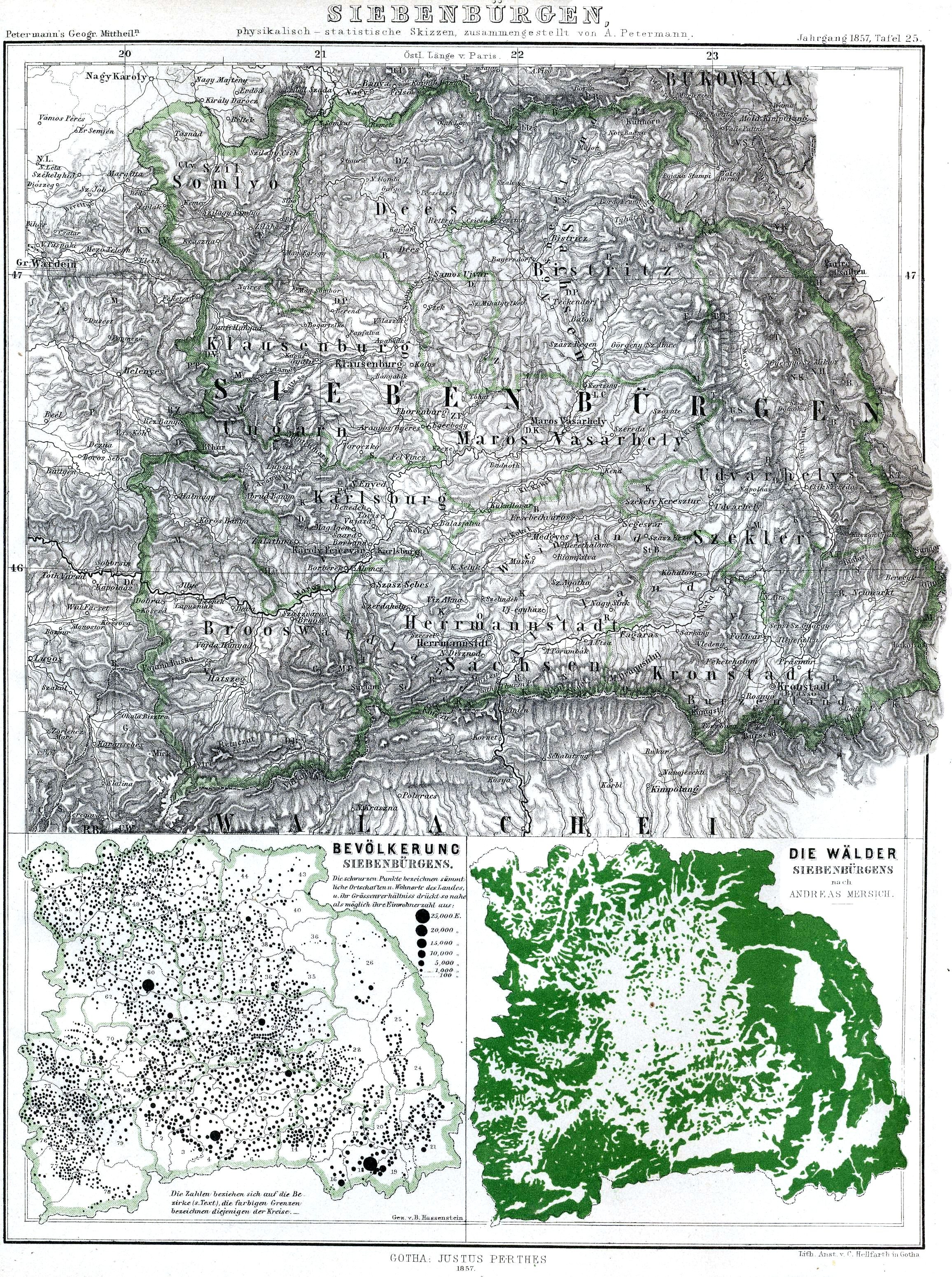
Le Grand-duché de Transylvanie en 1857 et les 3 nations souveraines : Hongrie, Saxe et le pays sicule.

Dracula, l'œuvre majeure de Bram Stoker, paraît en 1897. Il travaille dix ans sur Dracula, surnom pris au voïvode valaque Vlad Tepes, grâce à des sources — telles que Les Histoires de la Moldavie et de la Valachie de Johann Christian von Engel — fournies par l’orientaliste hongrois Ármin Vámbéry, membre de la Royal Geographical Society ou qu’il puise lui-même dans l’ouvrage d’Emily Gerard, The Land Beyond the Forest : Facts, Figures, and Fancies from Transylvania. Alors que Stoker se projette dans le personnage du clerc Jonathan Harker, il s’est grandement inspiré de l’acteur et directeur du Lyceum Theater de Londres Henry Irving pour le personnage du comte Dracula.
Stoker se révèle très perfectionniste, et son ouvrage s’apparente autant à un roman qu’à une étude ethnologique, historique, géographique ou folklorique : il décrit ainsi la Transylvanie sans jamais y être allé en se documentant dans des bibliothèques (cette région étant alors austro-hongroise, les noms de lieux y sont tous cités dans leur forme allemande) — la bibliothèque Marsh, près de la cathédrale Saint-Patrick de Dublin, conserve par exemple encore aujourd'hui les fiches d'emprunts et les ouvrages qu'a utilisés Stoker. Cette œuvre ne connut pas de succès immédiat. Le Manchester Guardian déclara ce roman "plus grotesque que terrifiant". Il fallut attendre la mort de l'auteur pour que le nom de « Dracula » accède à la postérité grâce au dramaturge Hamilton Deane qui obtient de la veuve de Stoker les droits de l'œuvre.
Bram Stoker, en créant le personnage littéraire de Dracula, suit la lignée des auteurs dits gothiques, tels que Mary Shelley et Sheridan Le Fanu. Toutefois son œuvre s'inscrit dans un style néogothique, qui regroupe des œuvres contemporaines des siennes telles que L'Étrange Cas du docteur Jekyll et de M. Hyde (1886) de Robert Louis Stevenson ou Le Portrait de Dorian Gray (1890) d'Oscar Wilde. Dracula est également marqué par le contexte historique avec la fin de l'époque victorienne qui voit sa dignité et sa prestance ébranlées. Les meurtres des prostituées commis par Jack l'Éventreur s'inscrivent également dans un climat de terreur et de tabous de la Grande-Bretagne de la fin du XIXe siècle. Ce contexte s'avère donc propice à la remise en question des codes établis par la littérature. En ce sens, Stoker peut être considéré comme un écrivain moderne.
Sur le plan littéraire, on ne connaît pas avec certitude les sources d’inspiration de Bram Stoker, mais le vampire légendaire était déjà né au milieu du XVIIIe siècle dans une Europe ravagée par les pestes, fièvres jaunes et choléras ; le rapprochement de son ouvrage avec ceux disponibles au moment de sa conception indique, selon Denis Buican, Neagu Djuvara et Marinella Lörinczi que l’auteur a pu lire les romans de John William Polidori, qui publie en 1819 The Vampyre, inspiré d’une idée originale de Byron ; de Sheridan Le Fanu (Carmilla) ; de Karl Von Wachsmann (qui publie L’Étranger des Carpathes en Allemagne en 1844, avec tous les ingrédients : château en Transylvanie, forêts sombres, personnage maudit, voyageurs effrayés...) ; des français Charles Nodier (Histoires de vampire), Théophile Gautier (La Morte amoureuse), Paul Féval et, surtout, cinq ans avant Dracula, Jules Verne (Le Château des Carpathes), sans oublier Marie Nizet (Le Capitaine Vampire). Stoker avait également rencontré sir Richard Francis Burton qui avait publié en 1870 un recueil de conte hindous Vikram et le vampire.

#### Postérité
L'œuvre a connu maintes adaptations au cinéma (voir article « Dracula (films) »).
En 2009, l'arrière-petit-neveu de Bram Stoker, Dacre Stoker, a coécrit la suite de Dracula intitulée Dracula l'Immortel. Bram Stoker y apparaît en tant qu'administrateur du Lyceum Theatre.

## Liste des œuvres

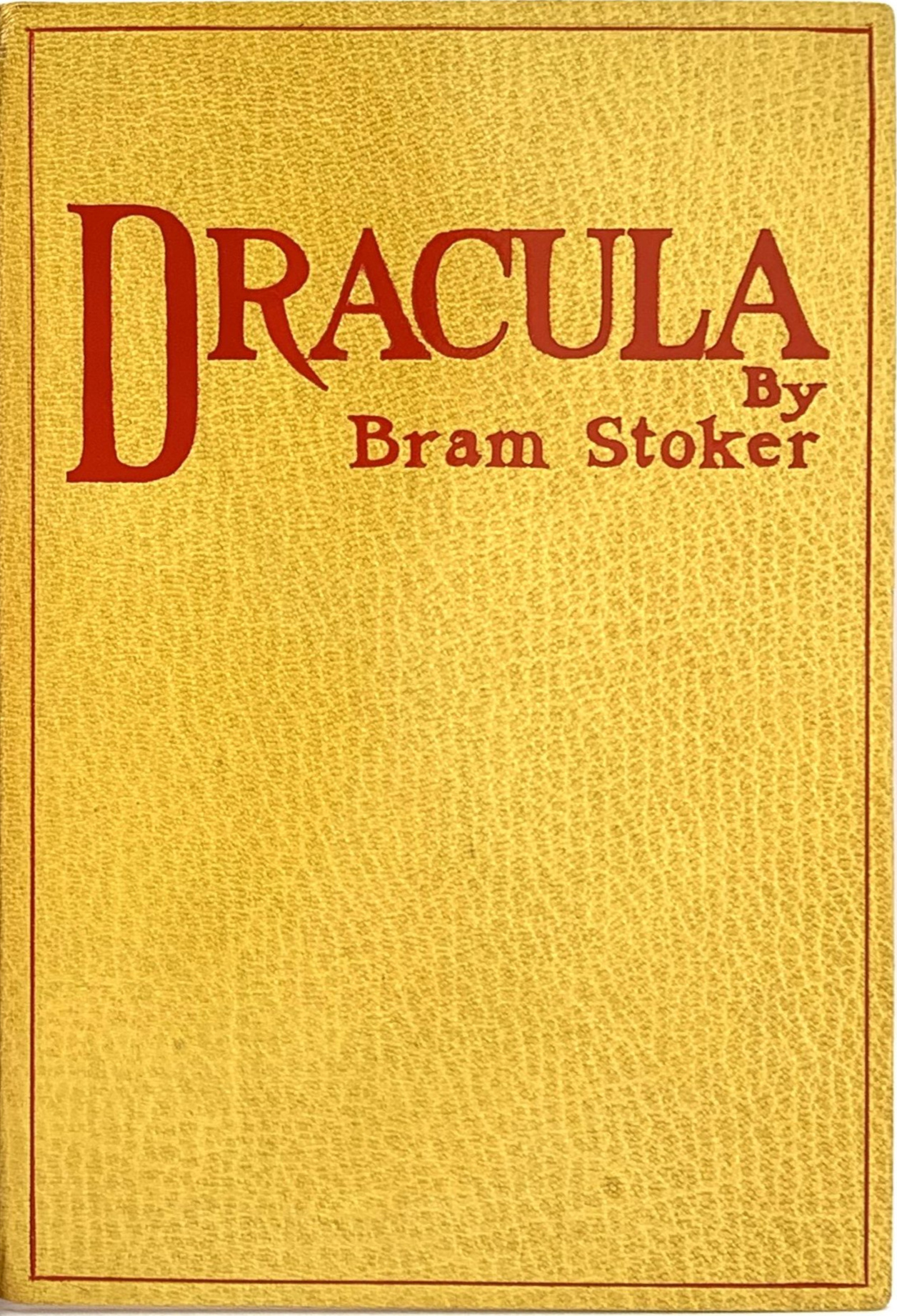
Première édition de Dracula, 1897.

### Romans
- La Chaîne du destin (The Chain of Destiny, 1875)
- The Snake's Pass (en) (1890)
- The Watter's Mou' (en) (1895)
- The Shoulder of Shasta (en) (1895)
- Dracula (1897)
- Miss Betty (en) (1898)
- The Mystery of the Sea (en) (1902)
- Le Joyau des sept étoiles (The Jewel of Seven Stars, 1903)
- The Man (Stoker novel) (en) (connu aussi sous le titre The Gates of Life) (1905)
- Lady Athlyne (en) (1908)
- La Dame au linceul (The Lady of the Shroud, 1909)
- Le Repaire du ver blanc (The Lair of the White Worm, 1911)

### Recueils de nouvelles
- L’Enterrement des rats et autres nouvelles. Flammarion, Librio n° 125, 1996
  - L’Enterrement des rats
  - Une prophétie de bohémienne
  - Les Sables de Crooken
  - Le Secret de l’or qui croît
- Under the Sunset (Au-delà du crépuscule) (1890)
  - Under the Sunset
  - The Rose Prince
  - The Invisible Giant (Le Géant invisible)
  - The Shadow Builder
  - How 7 Went Mad
  - Lies and Lilies
  - The Castle of the King
  - The Wondrous Child
- Snowbound (Une nuit dans la tempête): The Record of a Theatrical Touring Party (1908)
  - The Occasion
  - A Lesson in Pets
  - Coggins's Property
  - The Slim Syrens
  - A New Departure in Art
  - Mick the Devil
  - In Fear of Death
  - At Last
  - Chin Music
  - A Deputy Waiter
  - Work'us
  - A Corner in Dwarfs
  - A Criminal Star
  - A Star Trap
  - A Moon-Light Effect
- Dracula's Guest (L'Invité de Dracula) (1914[11])
  - Dracula's Guest[12]
  - The Judge's House
  - The Squaw
  - The Gipsy Prophecy
  - The Coming of Abel Behenna
  - The Burial of the Rats
  - A Dream of Red Hands
  - Crooken Sands
  - The Secret of the Growing Gold

### Autres nouvelles
- Bridal of Dead (qui est une fin alternative du Joyau des sept étoiles)
- Trésors cachés (1875) Buried Treasures
- La Chaîne du destin (1875) The Chain of Destiny
- La Coupe de cristal (The Crystal Cup, 1872)
- Les Dualitistes (1886) The Dualitists or The Death Doom of the Double Born
- Gibbet Hill (en) (1890) (fortuitement redécouverte dans les archives de la Bibliothèque nationale d'Irlande en 2023)[13],[14]
- Le vieil Hoggen (1893) The Old Hoggen
- The Fate of Fenella
- The Gombeen Man
- In the Valley of the Shadow
- L'Homme de Shorrox (The Man from Shorrox, 1894)
- Les Héros de la Tamise (1908)
- Midnight Tales
- La Palissade rouge, Éditions Florent Massot, 1997 (The Red Stockade), 237 p. (ISBN 2-908382-68-7)
- The Seer

### Essais
- The Duties of Clerks of Petty Sessions in Ireland (1879)
- A Glimpse of America (1886)
- Famous Impostors (1910)